# Grzegorz Długi
Grzegorz Karol Długi (ur. 16 czerwca 1955 w Katowicach) – polski prawnik i urzędnik, adwokat, działacz opozycji demokratycznej w okresie PRL, poseł na Sejm VIII kadencji.

## Życiorys
Syn Stefanii i Franciszka. W okresie studenckim przez siedem miesięcy podróżował autostopem po Afryce Zachodniej. W 1979 ukończył prawo na Wydziale Prawa i Administracji Uniwersytetu Śląskiego. W drugiej połowie lat 70. działał w Socjalistycznym Związku Studentów Polskich, m.in. jako członek sądu koleżeńskiego. Jednocześnie od 1976 współpracował z opozycją, zajmując się dystrybucją wydawnictw podziemnych (m.in. „Robotnika”), a także biorąc udział w tzw. grupie samokształceniowej Ruchu Młodzieży Demokratycznej. W 1980 wstąpił do „Solidarności”.
Po studiach odbył aplikację sędziowską, w 1981 został asesorem w Sądzie Rejonowym w Mikołowie. Po wprowadzeniu stanu wojennego internowano go 16 grudnia 1981. Wkrótce został tymczasowo aresztowany i oskarżony o sporządzenie oświadczenia nawołującego do protestów. W styczniu 1982 uniewinniony przez Sąd Śląskiego Okręgu Wojskowego we Wrocławiu, w tym samym miesiącu zwolniony. Stracił zatrudnienie w sądownictwie, po czym podjął pracę w Okręgowym Przedsiębiorstwie Geodezyjno-Kartograficznym, a później w oddziale śląskim przedsiębiorstwa państwowego Desa. Kontynuował działalność opozycyjną m.in. przy organizowaniu manifestacji i kolportażu czasopism drugiego obiegu. Zasiadał również w RKW „S” Regionu Śląsko-Dąbrowskiego. 23 października 1982 ponownie internowany, po czym tymczasowo aresztowany i oskarżony z powodów politycznych. W lutym 1983 Wojskowy Sąd Garnizonowy w Katowicach uniewinnił go od popełnienia jednego z zarzucanych mu czynów, a postępowanie co do drugiego umorzył.
W 1986 wyjechał do Australii, gdzie studiował na University of New South Wales w Sydney (został jego absolwentem w 1990). Pracował tam również w Biurze Informacyjnym „Solidarności”. Od 1991 do 1997 związany z polską dyplomacją jako konsul w Chicago i Waszyngtonie. W 1998 podjął praktykę adwokacką.
W wyborach parlamentarnych w 2015 kandydował do Sejmu z pierwszego miejsce miejsca na liście Kukiz’15 w okręgu wyborczym nr 31, uzyskując mandat posła VIII kadencji. W wyborach w 2019 bezskutecznie ubiegał się o mandat posła do Parlamentu Europejskiego z listy komitetu Kukiz'15. W tym samym roku nie ubiegał się o reelekcję w wyborach krajowych.

## Odznaczenia i wyróżnienia
W 2007, za wybitne zasługi w działalności na rzecz przemian demokratycznych w Polsce, odznaczony Krzyżem Komandorskim Orderu Odrodzenia Polski. W 2015 został uhonorowany Krzyżem Wolności i Solidarności.
W 2023 został ogłoszony jednym z prawniczych liderów w kategorii nieruchomości w rankingu kancelarii prawniczych opracowanym przez „Rzeczpospolitą”.